# Felice Cavallotti
Pour les articles homonymes, voir Cavallotti.
Felice Carlo Emmanuelle Cavallotti (né le 6 décembre 1842 à Milan, dans l'actuelle région Lombardie, alors capitale du royaume lombard-vénitien et mort le 6 mars 1898 à Rome) est un journaliste, dramaturge et homme politique italien de gauche du XIXe siècle.

## Biographie

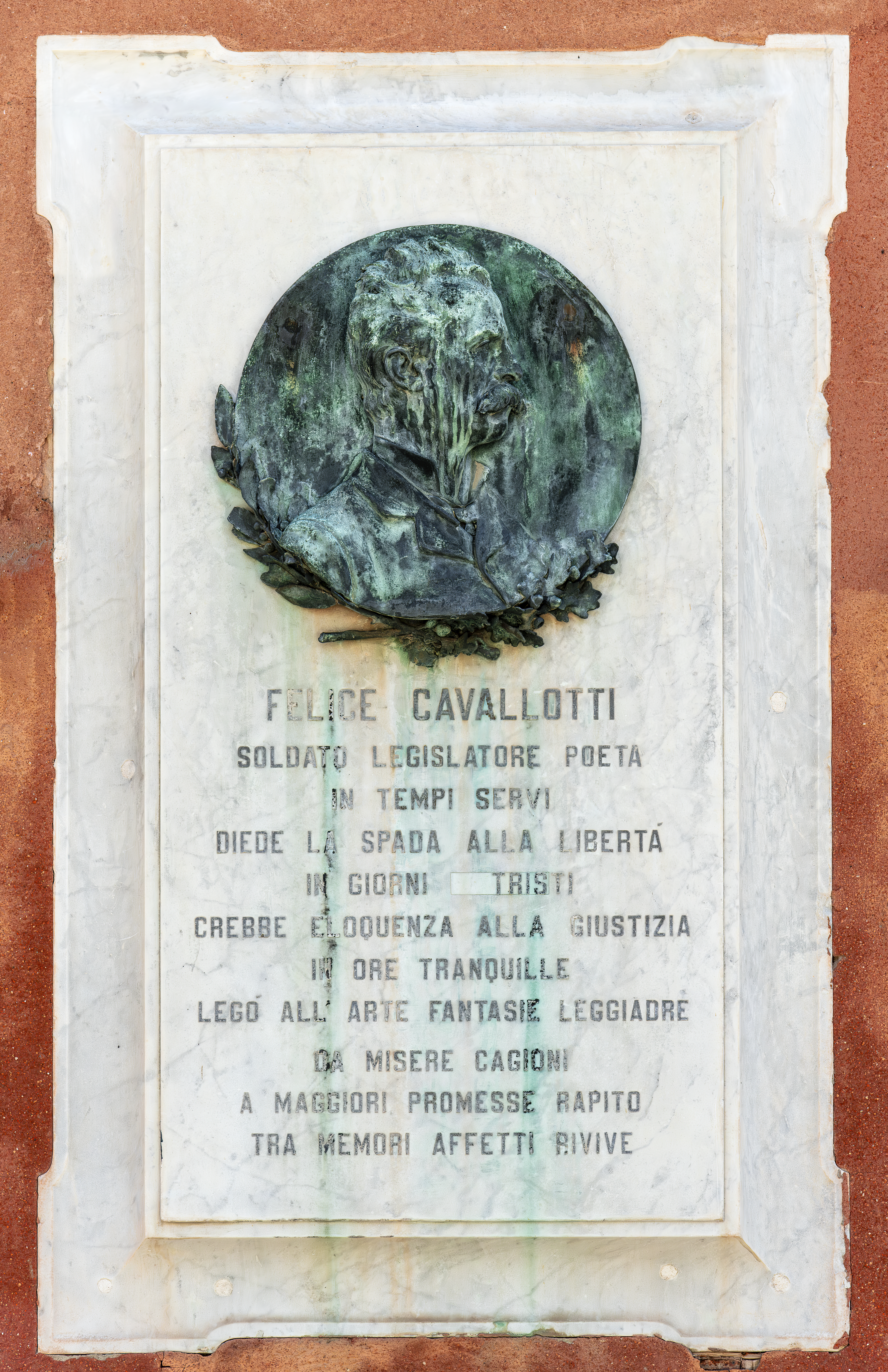
Plaque Campo Santo Stefano à Venise

Felice Cavallotti prit part aux campagnes du Risorgimento de 1860 et 1866 au sein du corps garibaldien. Il acquit une certaine notoriété journalistique par les caricatures et pamphlets anti-monarchistes qu'il publia dans la Gazzetta di Milano et la Gazzettino Rosa entre 1866 et 1872. Il commenta également la mort de Garibaldi dans les pages de l'Indipendente napolitain, dirigé par Alexandre Dumas, père.
Cofondateur du Parti Radical historique, il fut élu au parlement en septembre 1878 et il succéda en 1886 à la tête de l'Extrême gauche historique à la mort de Agostino Bertani. Son éloquence acerbe et ses plaidoyers pour une réforme démocratique des institutions italiennes en firent une des figures les plus populaires de la vie politique de son pays, après Francesco Crispi contre lequel il mena d'incessantes campagnes.
Cavallotti mourut à Rome dans un duel l'opposant à Ferruccio Macola, le directeur de la Gazzetta di Venezia,,.